# Arnaldo Benfenati
Arnaldo Benfenati (Castel dei Britti, 26 de mayo de 1924-Castel San Pietro Terme, 9 de junio de 1986) fue un deportista italiano que compitió en ciclismo en la modalidad de pista, especialista en las pruebas de persecución.
Participó en los Juegos Olímpicos de Londres 1948, obteniendo una medalla de plata en la prueba de persecución por equipos (junto con Guido Bernardi, Anselmo Citterio y Rino Pucci). Ganó una medalla de oro en el Campeonato Mundial de Ciclismo en Pista de 1947, en la disciplina de persecución individual.

## Medallero internacional
| Juegos Olímpicos   | Juegos Olímpicos      | Juegos Olímpicos | Juegos Olímpicos           |
| Año                | Lugar                 | Medalla          | Competición                |
| ------------------ | --------------------- | ---------------- | -------------------------- |
| 1948               | Londres (Reino Unido) | Medalla de plata | Persecución por equipos    |
| Campeonato Mundial |                       |                  |                            |
| Año                | Lugar                 | Medalla          | Competición                |
| 1947               | París (Francia)       | Medalla de oro   | Persecución individual (A) |